# Reyer Venezia Mestre 2013-2014
Questa voce raccoglie le informazioni riguardanti la squadra di pallacanestro Reyer Venezia Mestre nelle competizioni ufficiali della stagione 2013-2014.

## Stagione
La stagione 2013-2014 della Reyer Venezia Mestre sponsorizzata Umana, è la 44ª nel massimo campionato italiano di pallacanestro, la Serie A.
Per la composizione del roster si decise di cambiare formula, passando a quella con 5 giocatori stranieri senza vincoli.

## Roster
Aggiornato al 4 gennaio 2017.
| Umana Reyer Venezia 2013-14 | Umana Reyer Venezia 2013-14 |
| Giocatori                   | Staff tecnico               |
| --------------------------- | --------------------------- |

| N. | Naz.                   | Ruolo | Nome             | Anno | Alt.   | Peso   |  |
| -- | ---------------------- | ----- | ---------------- | ---- | ------ | ------ |  |
| 4  | Croazia (bandiera)     | A     | Hrvoje Perić     | 1985 | 203 cm | 102 kg |  |
| 5  | Italia (bandiera)      | P     | Jacopo Giachetti | 1983 | 190 cm | 85 kg  |  |
| 6  | Italia (bandiera)      | P     | Giulio Zennaro   | 1995 | 190 cm | 85 kg  |  |
| 7  | Italia (bandiera)      | AP    | Guido Rosselli   | 1983 | 198 cm | 100 kg |  |
| 8  | Stati Uniti (bandiera) | AP    | Nate Linhart     | 1987 | 201 cm | 98 kg  |  |
| 9  | Slovenia (bandiera)    | G     | Saša Vujačić     | 1984 | 201 cm | 93 kg  |  |
| 10 | Italia (bandiera)      | PG    | Luca Vitali      | 1986 | 201 cm | 85 kg  |  |
| 11 | Stati Uniti (bandiera) | G     | Donell Taylor    | 1982 | 198 cm | 95 kg  |  |
| 12 | Stati Uniti (bandiera) | AC    | Andre Smith      | 1985 | 203 cm | 110 kg |  |
| 13 | Italia (bandiera)      | G     | Nicola Akele     | 1995 | 196 cm | 98 kg  |  |
| 18 | Italia (bandiera)      | C     | Daniele Magro    | 1987 | 208 cm | 105 kg |  |
| 32 | Stati Uniti (bandiera) | P     | Aaron Johnson    | 1988 | 172 cm | 80 kg  |  |
| 35 | Italia (bandiera)      | C     | Andrea Crosariol | 1984 | 210 cm | 114 kg |  |
| 43 | Stati Uniti (bandiera) | C     | Tony Easley      | 1987 | 206 cm | 90 kg  |  |
| -  | Italia (bandiera)      | G     | Riccardo Bertolo | 1995 | 189 cm |        |  |
| -  | Senegal (bandiera)     | AC    | Alioune Guisse   | 1995 | 205 cm | 95 kg  |  |
| -  | Italia (bandiera)      | G     | Leonardo Marcon  | 1995 | 189 cm |        |  |
| -  | Italia (bandiera)      | G     | Francesco Paolin | 1995 | 189 cm |        |  |
| -  | Italia (bandiera)      | P     | Thomas Tinsley   | 1996 | 190 cm | 75 kg  |  |
| -  | Italia (bandiera)      | AG    | Giovanni Vildera | 1995 | 205 cm | 100 kg |  |
| -  | Italia (bandiera)      | C     | Dario Zucca      | 1996 | 201 cm | 97 kg  |  |

| Allenatore                                                                                 |
| - Andrea Mazzon (fino al 13 novembre) - Zare Markovski (dal 13 novembre)                   |
| Assistente/i                                                                               |
| - Alberto Billio - Walter De Raffaele Legenda - (C) Capitano - (IN) Inattivo - Infortunato |

## Mercato

### Sessione estiva
| Acquisti | Acquisti           | Acquisti             | Acquisti      | Acquisti |
| R.       | Nome               | da                   | Modalità      |          |
| -------- | ------------------ | -------------------- | ------------- | -------- |
| AP       | Nate Linhart       | TBB Treviri          | definitivo    |          |
| A        | Hrvoje Perić       | Corona Cremona       | definitivo    |          |
| P        | Jacopo Giachetti   | Olimpia Milano       | definitivo    |          |
| PG       | Luca Vitali        | Corona Cremona       | definitivo    |          |
| G        | Donell Taylor      | Pall. Reggiana       | definitivo    |          |
| AC       | Andre Smith        | Kr. Kryl. Samara     | definitivo    |          |
| C        | Tony Easley        | Dinamo Sassari       | definitivo    |          |
| AG       | Francesco Candussi | Pallacanestro Favaro | fine prestito |          |
| G        | Marco Ceron        | Lago Maggiore        | fine prestito |          |

| Cessioni | Cessioni           | Cessioni         | Cessioni       | Cessioni |
| R.       | Nome               | a                | Modalità       |          |
| -------- | ------------------ | ---------------- | -------------- | -------- |
| P        | Keydren Clark      | JSF Nanterre     | fine contratto |          |
| P        | Massimo Bulleri    | N.B. Brindisi    | fine contratto |          |
| AC       | Jiří Hubálek       | Al-Hilal Riyad   | fine contratto |          |
| G        | Alvin Young        | V.L. Pesaro      | fine contratto |          |
| C        | Denis Marconato    | Universo Treviso | fine contratto |          |
| AP       | Yakhouba Diawara   | BCM Gravelines   | fine contratto |          |
| P        | Ivan Zoroski       |                  | ritirato       |          |
| AC       | Szymon Szewczyk    | Free agent       | fine contratto |          |
| AG       | Francesco Candussi | Pall. Trieste    | prestito       |          |
| C        | Tommaso Fantoni    | Barcellona       | fine contratto |          |
| G        | Timmy Bowers       | PMS Torino       | fine contratto |          |
| G        | Marco Ceron        | Azzurro Napoli   | fine contratto |          |

### Dopo l'inizio della stagione
| Acquisti | Acquisti         | Acquisti        | Acquisti   | Acquisti |
| R.       | Nome             | da              | Modalità   |          |
| -------- | ---------------- | --------------- | ---------- | -------- |
| G        | Saša Vujačić     | Free agent      | definitivo |          |
| P        | Aaron Johnson    | Bakersfield Jam | definitivo |          |
| C        | Andrea Crosariol | EWE Oldenburg   | definitivo |          |
| ALL      | Zare Markovski   | Free agent      | definitivo |          |

| Cessioni | Cessioni      | Cessioni    | Cessioni    | Cessioni |
| R.       | Nome          | a           | Modalità    |          |
| -------- | ------------- | ----------- | ----------- | -------- |
| ALL      | Andrea Mazzon | Free agent  | rescissione |          |
| C        | Tony Easley   | Juvecaserta | rescissione |          |